# Omiodes longipennis
Omiodes longipennis is een vlinder uit de familie van de grasmotten (Crambidae). De wetenschappelijke naam van deze soort is voor het eerst voorgesteld als Charema longipennis door William Warren in een publicatie uit 1896.
De soort komt voor in India (Meghalaya).